# Chapelle de Tadoussac
La chapelle de Tadoussac, dite chapelle des Indiens, est une église catholique qui se trouve à Tadoussac, dans la région de la Côte-Nord, au Québec.

## Histoire

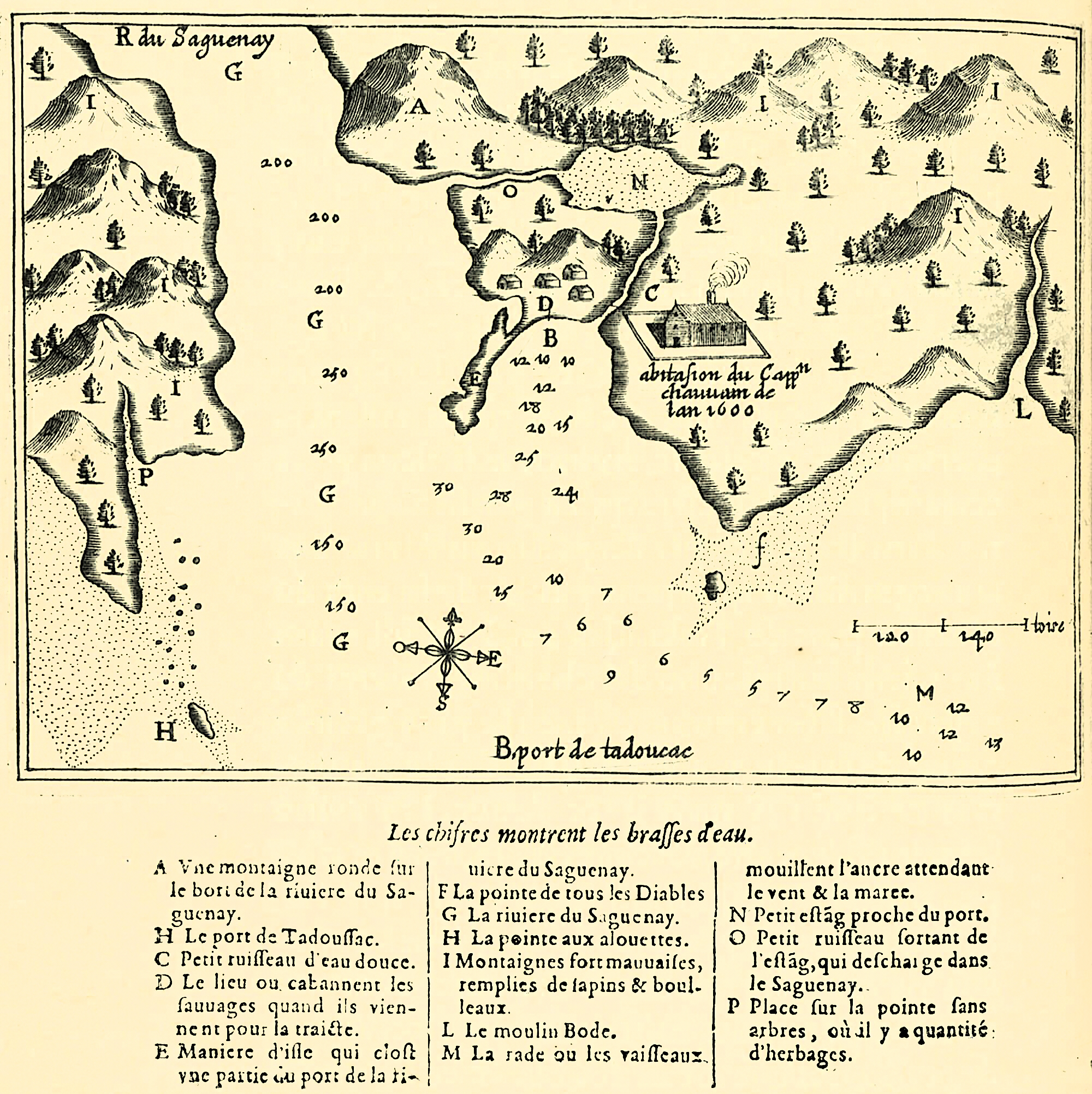
Port de Tadoussac et du poste de traite cartographié par Samuel de Champlain en 1615.

La chapelle des Indiens est l'une des plus anciennes églises en bois en Amérique du Nord.
Une première chapelle d'écorce est érigée à Tadoussac dès 1615. Une autre voit le jour en 1641, l'année de l'établissement permanent du premier jésuite de Tadoussac. En 1661, on érige sur un terrain cédé par le gouverneur Jean de Lauzon une chapelle en pierres, d'une longueur de 18 m. Celle-ci est cependant détruite par un incendie en 1665.
Lors de l'été 1668, saint Mgr François de Montmorency-Laval visite Tadoussac, y baptise 149 Amérindiens préparés par le père Henri Nouvel, et y célèbre la messe dans une chapelle d'écorce devant 400 Montagnais, comme à l'origine du village en 1615.
En 1747, le père Claude Coquart fait élever la chapelle actuelle, qui est terminée le 24 juin 1750, et on célèbre alors ce jour-là la première messe. L'autel est daté de 1790 et est signé M. Émond. Le lustre confessionnal date de la fin du XVIIIe siècle.
La chapelle a été désignée lieu historique national le 26 juin 2012.

## Visite

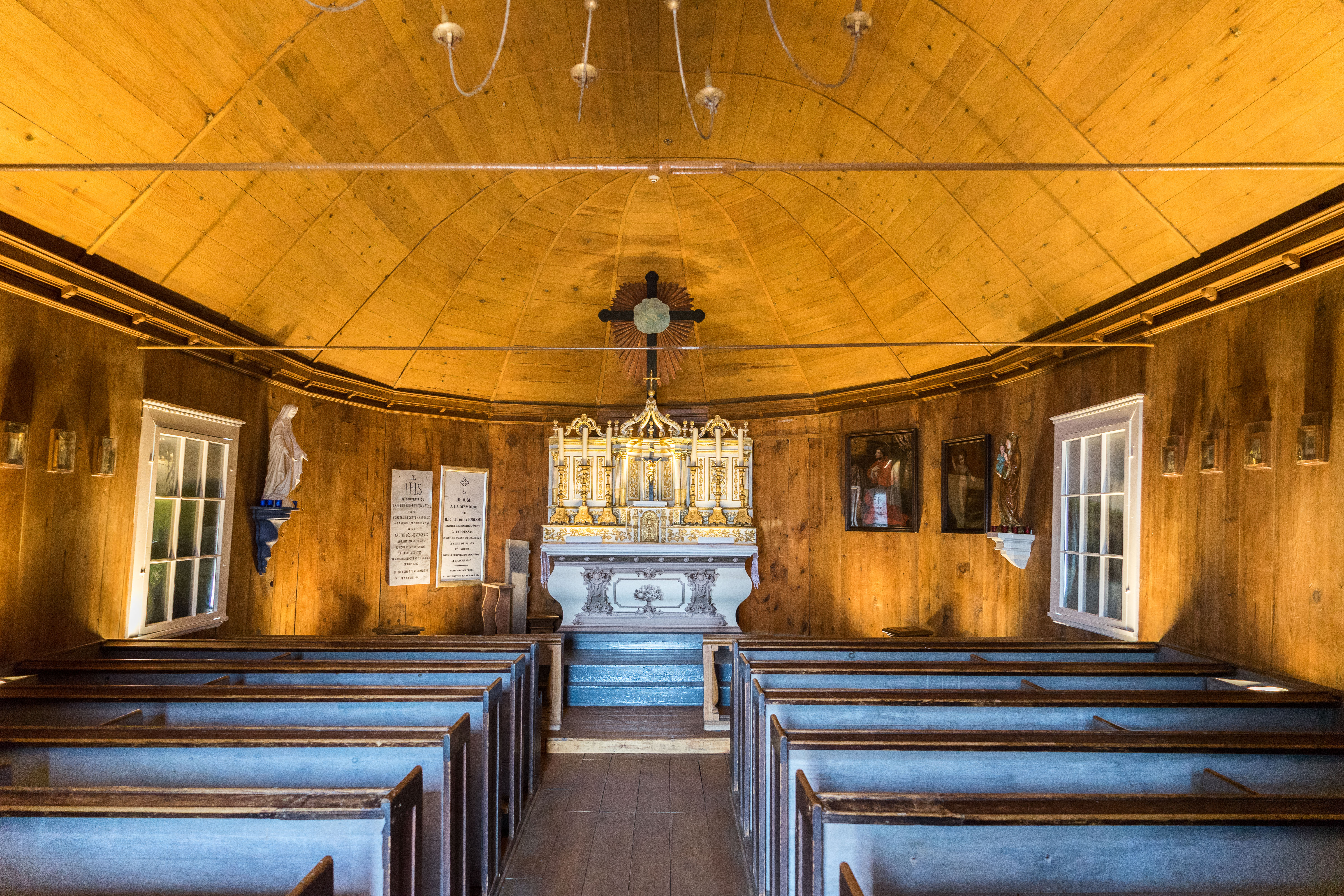
Intérieur de la chapelle.

La chapelle des Indiens est un lieu touristique important de Tadoussac. De nombreux objets religieux sont exposés dans cette église, et on y trouve également des explications sur la vie des missionnaires en Nouvelle-France.